# Bäckerstraße 22 (München)

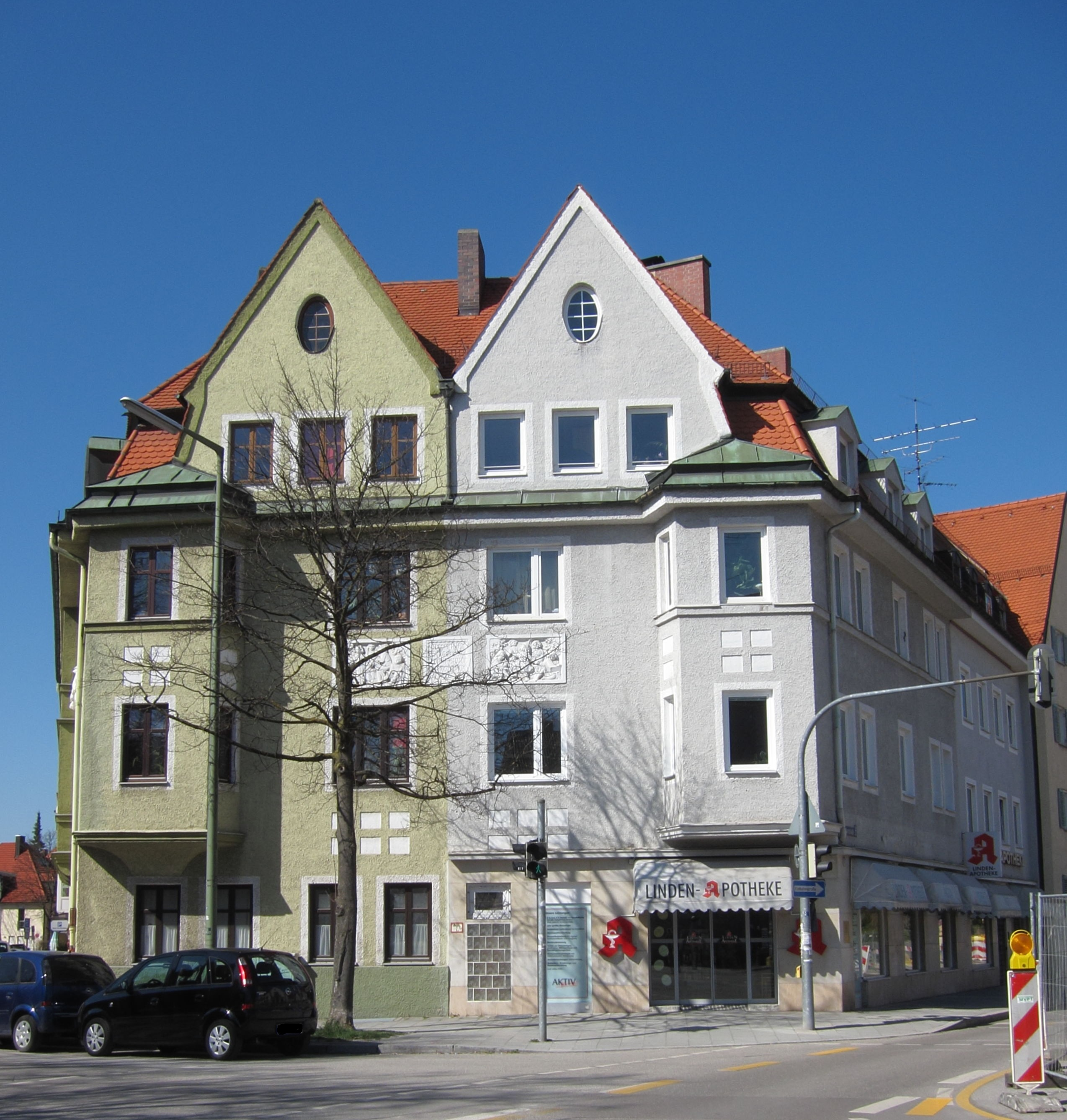
Haus Bäckerstraße 22 im Stadtteil Pasing von München, rechte Seite der Baugruppe

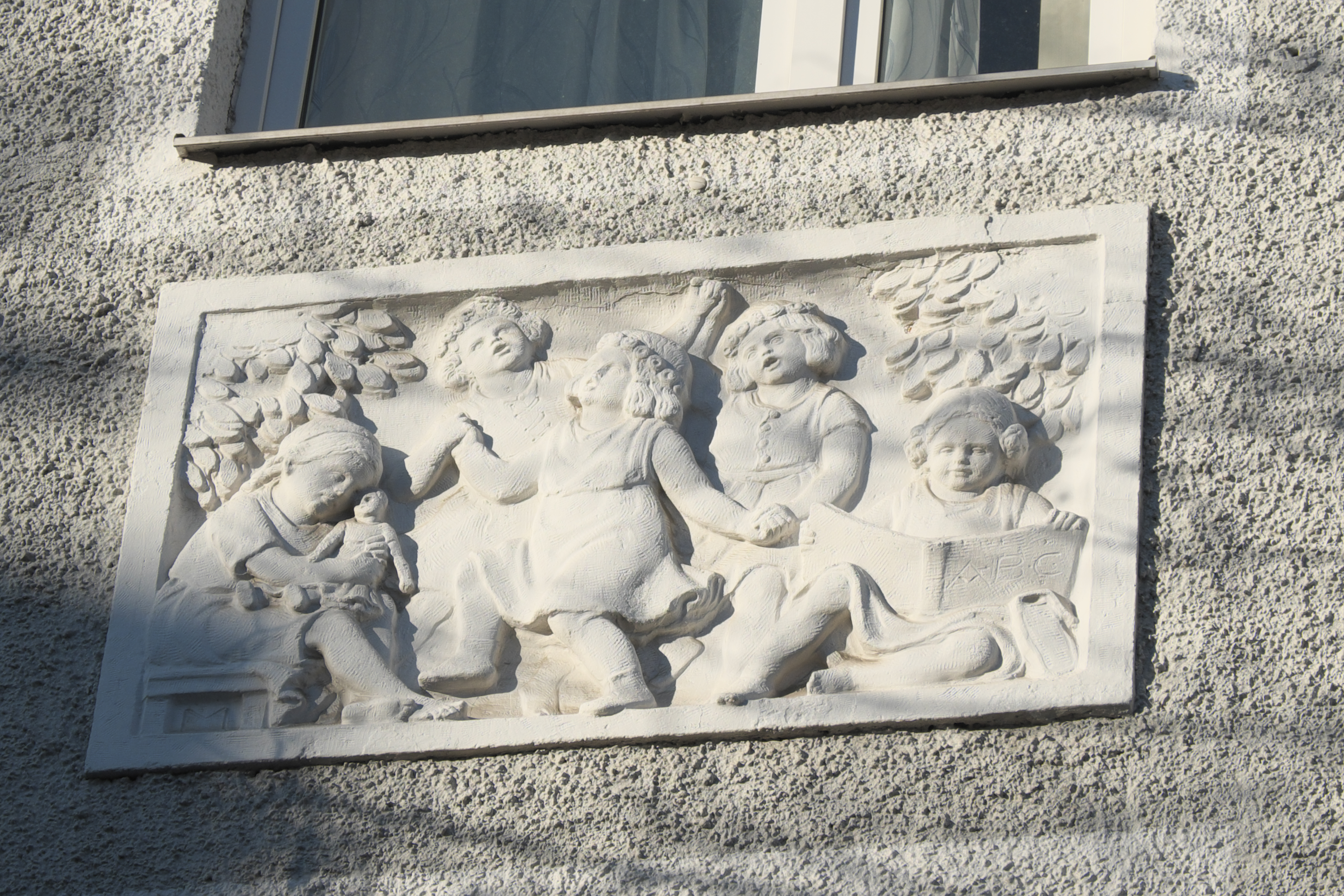
Relief an der Fassade

Das Gebäude Bäckerstraße 22 im Stadtteil Pasing der bayerischen Landeshauptstadt München wurde 1910 errichtet. Das Miets- und Geschäftshaus ist ein geschütztes Baudenkmal.
Der dreigeschossige Eckbau mit Mansarddach, Eckerker, Zwerchhaus und figürlichem Relief bildet eine Baugruppe mit dem Gebäude Josef-Retzer-Straße 42. Diese wurde von den Gebrüdern Ott für den Bauherrn Johann Hieronymus errichtet.  
Beide Gebäude füllen den nördlichen spitzen Winkel der Kreuzung Josef-Retzer-Straße und Bäckerstraße aus.